# Dibradoras
O Dibradoras é um veículo de comunicação brasileiro com atuação exclusiva e engajada no protagonismo de mulheres no esporte. É formado pela publicitária Angélica Souza e pelas jornalistas Renata Mendonça e Roberta Nina Cardoso.
O veículo foi lançado em 2015 e ganhou destaque nas redes sociais durante os Jogos Olímpicos de 2016, quando o debate sobre a representatividade feminina no esporte se fez ainda mais presente no país.
Em setembro de 2020, entrou para o ranking mundial da Federação Internacional de Futebol (FIFA) como um dos melhores blogues, podcasts e escritores que produzem conteúdo sobre futebol feminino.